# Carlos Furtado de Simas
Carlos Furtado de Simas (* 1913 in Salvador; † 1978 ebenda) war ein brasilianischer Politiker.
Vom 15. März 1967 bis 31. August 1969 war er Minister für Kommunikation im Kabinett von Präsident Costa e Silva. Unter der Provisorischen Regierung von 1969 blieb er bis 30. Oktober 1969 in seinem Amt.